# Adama Darboe
Adama Kasper Darboe (Copenhague; 26 de abril de 1986) es un jugador de baloncesto danés que actualmente pertenece a la plantilla del Ármann Reykjavík de la 1. deild karla, la segunda categoría del baloncesto islandés. Con 1,88 metros de altura puede jugar tanto en la posición de Base como en la de Escolta. Es internacional absoluto con Dinamarca.

## Selección Danesa
Debutó con la absoluta de Suiza en el EuroBasket División B de 2009, no logrando Suiza clasificarse para el EuroBasket 2009 celebrado en Polonia.
Jugó 1 min en un partido.
Disputó el EuroBasket División B de 2011, quedando Suiza 2ª del Grupo C.
Jugó 3 partidos con un promedio de 10,7 puntos (55,6 % en tiros de 2, 33,3 % en triples y 83,3 % en tiros libres), 2,3 rebotes y 3,3 asistencias en 26,7 min de media.
Disputó la Fase de Clasificación para el EuroBasket 2013, celebrado en Eslovenia, no logrando Suiza clasificarse.
Jugó 8 partidos con un promedio de 11,5 puntos (51,4 % en tiros de 2, 33,3 % en triples y 72,7 % en tiros libres), 2,8 rebotes y 3,1 asistencias en 25,4 min de media. Fue el máximo asistente de su selección.
Disputó la Clasificación para el EuroBasket 2015, celebrado entre Alemania, Croacia, Francia y Letonia, no logrando Suiza clasificarse.
Jugó 8 partidos de 1ª fase, promediando 5,4 puntos (30,8 % en triples y 78,6 % en tiros libres), 1,8 rebotes y 2,9 asistencias en 20,8 min de media.  Fue el máximo asistente de su selección.
Finalizó la 1ª fase de la Clasificación para el EuroBasket 2015 como el 12º máximo asistente.